# Chrysochus auratus
Chrysochus auratus är en skalbaggsart som först beskrevs av Fabricius 1775.  Chrysochus auratus ingår i släktet Chrysochus och familjen bladbaggar. Inga underarter finns listade i Catalogue of Life.

## Bildgalleri

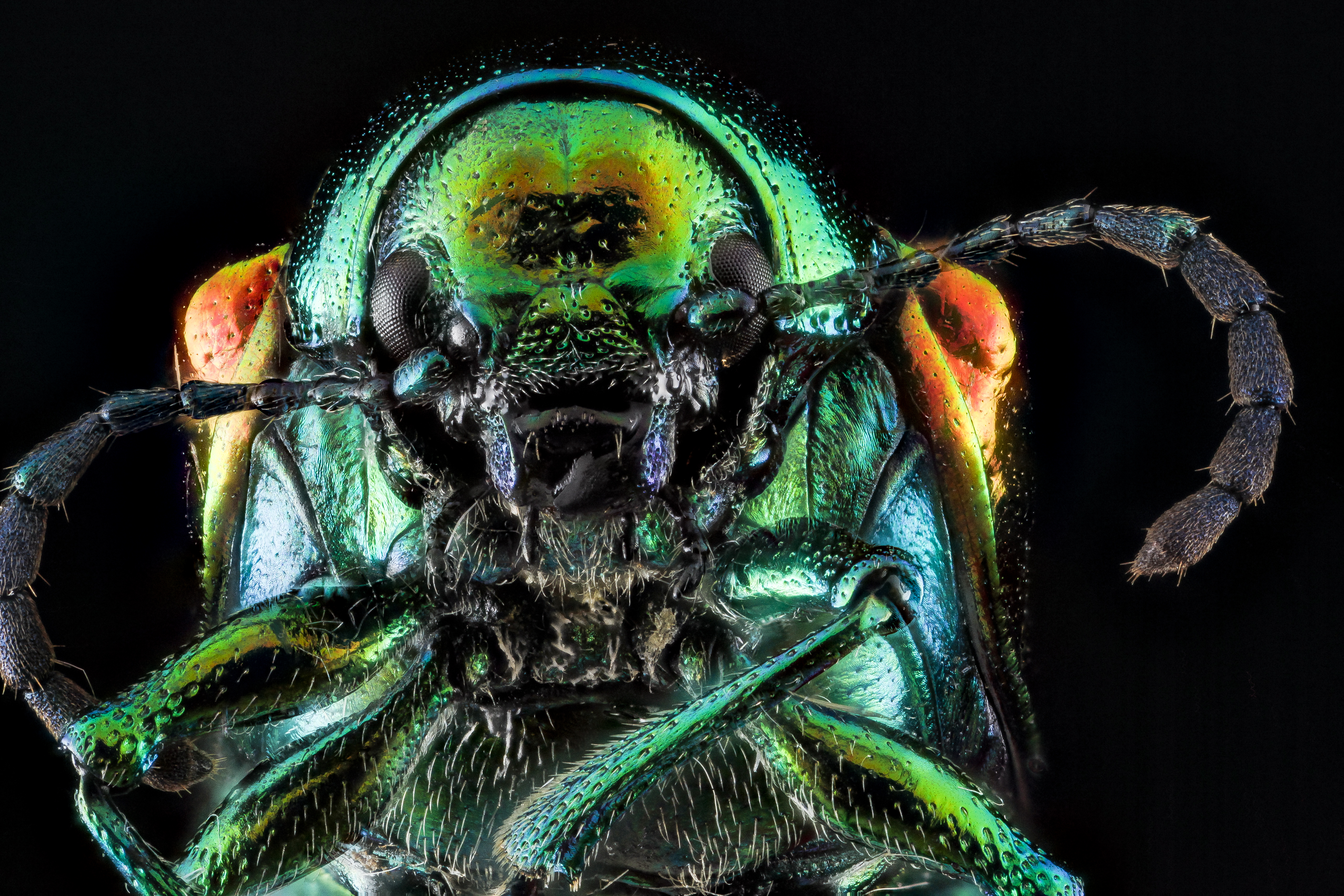
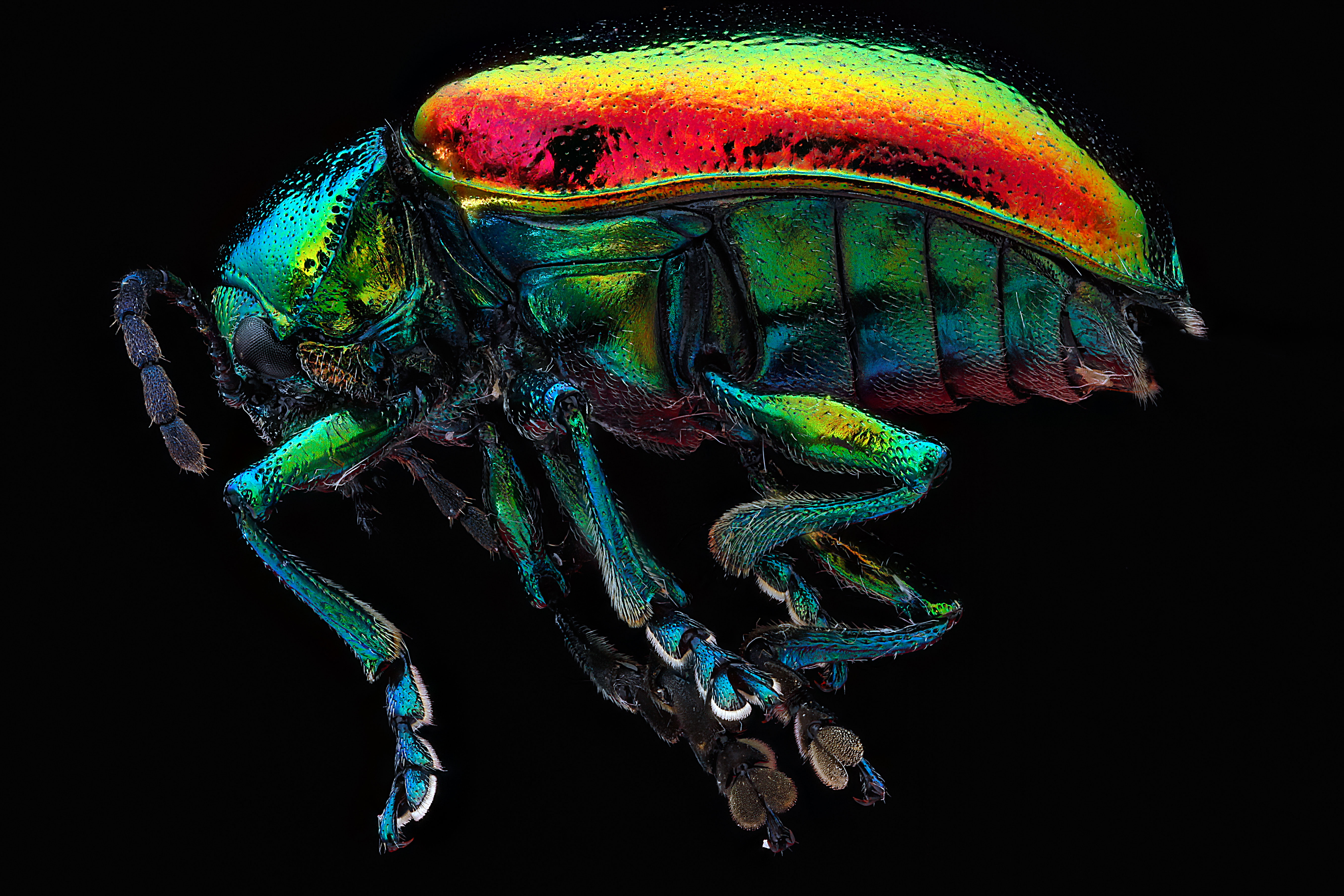
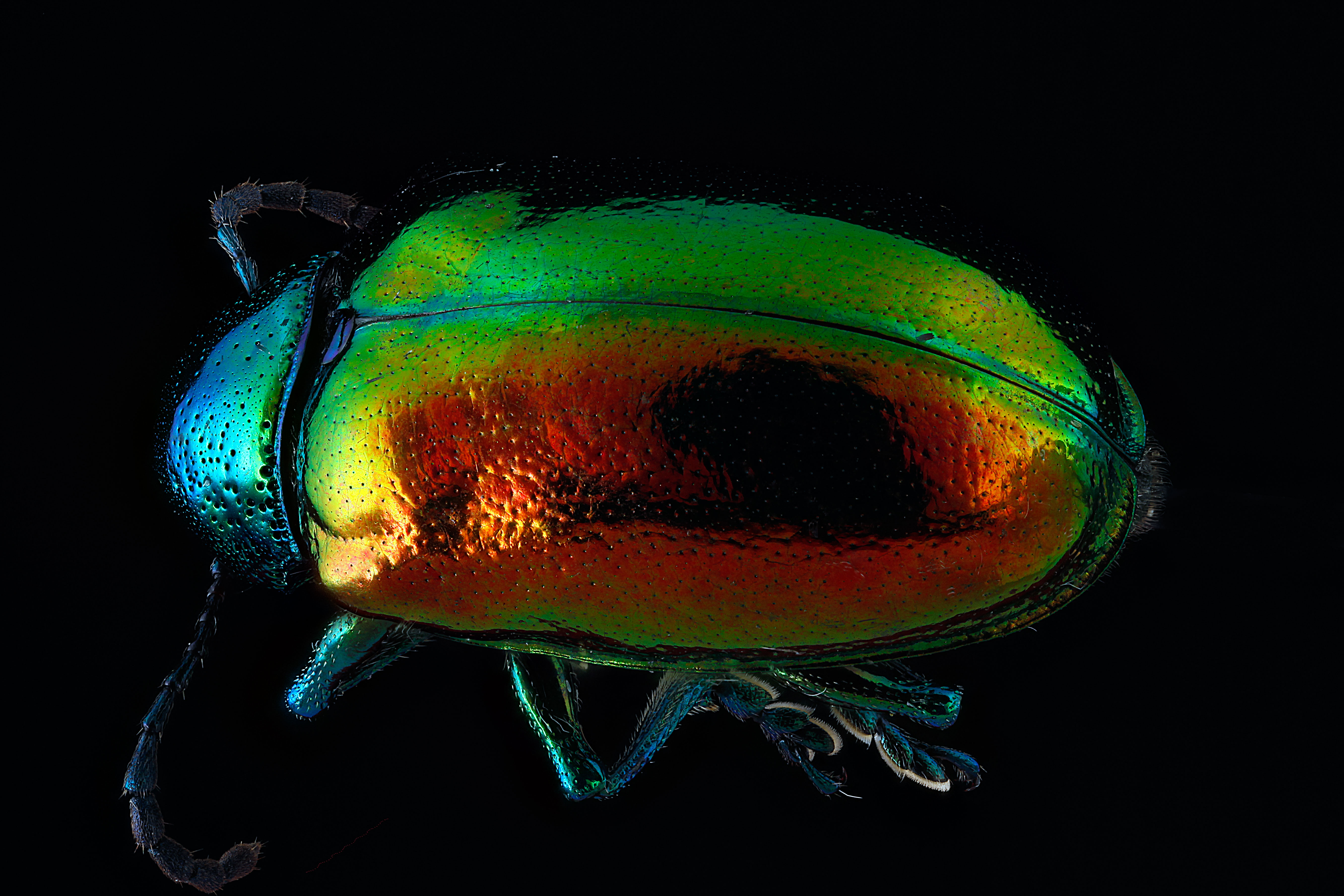
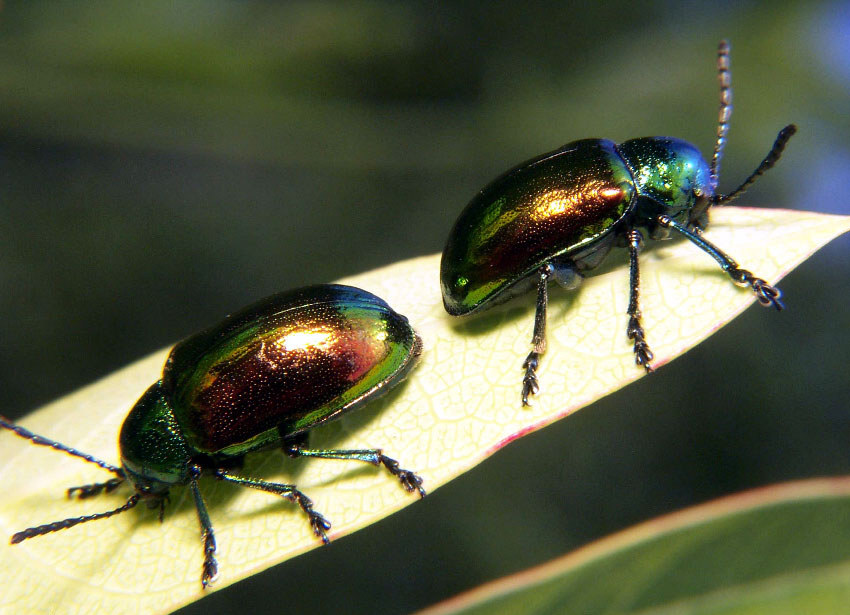